# ماك ستيوارت
ماك ستيوارت (بالإنجليزية: Mack Stewart)‏ هو لاعب كرة قاعدة أمريكي، ولد في 23 سبتمبر 1914 في ستيفنسون في الولايات المتحدة، وتوفي في 21 مارس 1960 في ماكون في الولايات المتحدة.

## وصلات خارجية
- ماك ستيوارت على موقع دوري كرة القاعدة الرئيسي (الإنجليزية)
- ماك ستيوارت على موقعبيزبول رفرنس.كوم (الدوري الرئيسي) (الإنجليزية)
- ماك ستيوارت على موقعبيزبول رفرنس.كوم (الدوري الثانوي) (الإنجليزية)